# Wyatt Omsberg
Wyatt Omsberg (Belgrade, 21 settembre 1995) è un calciatore statunitense, difensore del N.E. Revolution.

## Caratteristiche tecniche
È un difensore centrale.

## Carriera
Debutta in Major League Soccer il 25 marzo 2018 con la maglia del Minnesota Utd in occasione dell'incontro perso 3-0 contro i N.Y. Red Bulls.

## Statistiche

### Presenze e reti nei club
Statistiche aggiornate al 19 agosto 2021.
| Stagione        | Squadra              | Campionato      | Campionato | Campionato | Coppe nazionali | Coppe nazionali | Coppe nazionali | Coppe continentali | Coppe continentali | Coppe continentali | Altre coppe | Altre coppe | Altre coppe | Totale | Totale |
| Stagione        | Squadra              | Comp            | Pres       | Reti       | Comp            | Pres            | Reti            | Comp               | Pres               | Reti               | Comp        | Pres        | Reti        | Pres   | Reti   |
| --------------- | -------------------- | --------------- | ---------- | ---------- | --------------- | --------------- | --------------- | ------------------ | ------------------ | ------------------ | ----------- | ----------- | ----------- | ------ | ------ |
| 2016            | GPS Portland Phoenix | PDL             | 4          | 0          | USCup           | 0               | 0               |                    | -                  | -                  |             | -           | -           | 4      | 0      |
| 2017            | Seacoast U. Phantoms | PDL             | 7          | 1          | USCup           | 0               | 0               |                    | -                  | -                  |             | -           | -           | 7      | 1      |
| 2018            | Minnesota Utd        | MLS             | 7          | 0          | USCup           | 0               | 0               |                    | -                  | -                  |             | -           | -           | 7      | 0      |
| 2018            | Tulsa Roughnecks     | USL             | 4          | 0          | USCup           | 0               | 0               |                    | -                  | -                  |             | -           | -           | 4      | 0      |
| 2019            | Forward Madison      | USL1            | 15         | 0          | USCup           | 0               | 0               |                    | -                  | -                  |             | -           | -           | 15     | 0      |
| 2019            | Minnesota Utd        | MLS             | 0          | 0          | USCup           | 1               | 0               |                    | -                  | -                  |             | -           | -           | 1      | 0      |
| 2020            | Chicago Fire         | MLS             | 5          | 0          |                 | -               | -               |                    | -                  | -                  |             | -           | -           | 5      | 0      |
| 2021            | Chicago Fire         | MLS             | 13         | 1          |                 | -               | -               |                    | -                  | -                  |             | -           | -           | 13     | 1      |
| Totale carriera | Totale carriera      | Totale carriera | 55         | 2          |                 | 1               | 0               |                    | -                  | -                  |             | -           | -           | 56     | 2      |